# Seznam kiparjev
Seznam kiparjev.

## Seznam
- Ernst Barlach
- Franc Berneker
- Gian Lorenzo Bernini
- Georges Braque
- Alexander Calder
- Giannino Castiglioni
- Edgar Degas
- Lojze Dolinar
- Raymond Duchamp-Villon
- Fidija
- Alojzij Gangl
- Salvatore Garau
- Stane Jarm
- Frano Kršinić
- Miron
- Henry Moore
- Ivan Meštrović
- Amedeo Clemente Modigliani
- Svetoslav Peruzzi
- Pablo Picasso
- Alojzij Repič
- Ilja Jefimovič Repin
- Augustus Rodin
- Jakob Savinšek
- Frančišek Smerdu
- Sašo Stevović
- Slavko Tihec
- Felix de Weldon
- Ivan Zajec¨

Negovan Nemec